# Groznîi
Groznîi (Solj Ghaala în cecenă, Гро́зный în rusă) este capitala Ceceniei în Rusia. După prăbușirea Uniunii Sovietice a devenit reședința unui guvern separatist condus de Dzhokhar Dudaev.

## Diviziunea orașului
Orașul este împărțit în patru zone disctincte: Leninsky, Zavodskoy, Staropromyslovsky și Oktyabrsky.

## Personalități născute aici
- Irina Pecernikova (1945 - 2020), actriță;
- Liudmila Turișceva (n. 1952), gimnastă;
- Vladimir Marcenko (n. 1952), gimnast;
- Pavsekakii Bogdanov (n. 1981), astrolog, terapeut;
- Islambek Albiev (n. 1988), luptător;
- Iulia Efimova (n. 1992), înotatoare.